# 1993 GN
1993 GN är en asteroid i huvudbältet som upptäcktes den 14 april 1993 av den japanska astronomen Satoru Otomo i Kiyosato.
Asteroiden har en diameter på ungefär 7 kilometer.